# Tolago
Tolago es una localidad de México, localizada en el municipio de Lolotla en el estado de Hidalgo.

## Historia
El 30 de octubre de 2005 la localidad se desfusionada de Chiconcoac; el 21 de enero de 2008 se avala su nueva categoría política.

## Geografía
Se encuentra en la región geográfica de la Sierra Alta; a la localidad le corresponden las coordenadas geográficas 20°58′45.751″ de latitud norte y 98°43′46.925″ de longitud oeste, con una altitud de 1299 m s. n. m. Cuenta con un clima semicálido húmedo con lluvias todo el año.
En cuanto a fisiografía se encuentra en la provincia de la Sierra Madre Oriental, dentro de la subprovincia del Carso Huasteco; su terreno es de sierra. En lo que respecta a la hidrografía se encuentra posicionado en la región del Pánuco, dentro de la cuenca el río Moctezuma, y en la subcuenca del río Amajac.

## Demografía
En 2020 registró una población de 915 personas, lo que corresponde al 9.66 % de la población municipal. De los cuales 432 son hombres y 483 son mujeres.
| Gráfica de evolución demográfica de Tolago entre 2005 y 2020 |
|                                                              |
| Población registrada por los censos y conteos del INEGI.     |